# Il giuramento

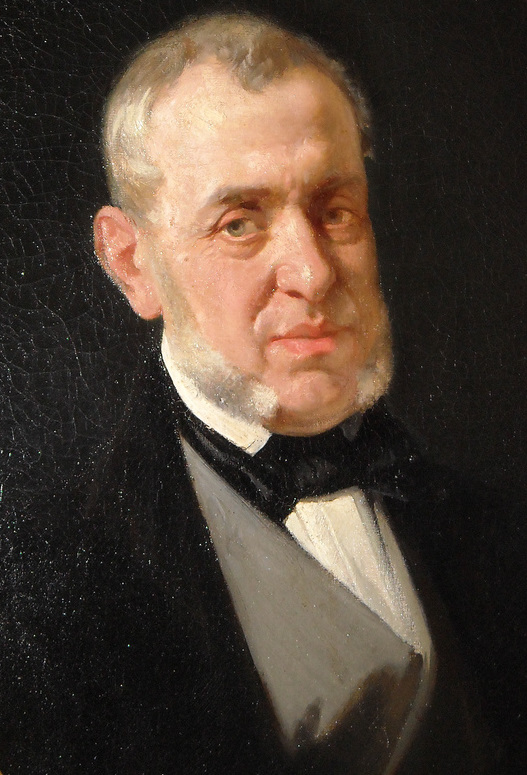
Saverio Mercadante

Il giuramento (Eden) är en opera (Melodrama) i tre akter med musik av Saverio Mercadante och libretto av Gaetano Rossi efter Victor Hugos pjäs Angelo, tyrann i Padua (1835).

## Historia
Hugos pjäs bildade även underlag för Arrigo Boitos libretto till Amilcare Ponchiellis opera La Gioconda (1876). Il giuramento hade premiär den 11 mars 1837 på Teatro alla Scala i Milano. Operan blev mycket populär i början med mot slutet av 1800-talet spelades den nästan inte alls. Till skillnad från Boitos version är Rossis libretto mer mörkare och utspelas i Venedig och inte på Sicilien.
Svensk premiär den 19 januari 1852 på det Gustavianska operahuset i Stockholm under titeln Eden. Den svenska texten var översatt av Adolf Fredrik Lindblad och operan framfördes fem gånger. Rollen som Bianca sjöngs av Julie Berwald och Olof Strandberg rollen som Viscardo.

## Personer
- Elaisa (sopran)
- Manfredo, Biancas make, men betagen i Elaisa (baryton)
- Bianca, Manfredos hustru, men hemligt förälskad i Viscardo (kontraalt)
- Viscardo di Benevento, Elaisas räddare (tenor)
- Brunoro, Manfredos sekreterare (tenor)
- Isaura (sopran)

## Handling
Bianca har mot sin vilja gifts bort med greve Manfredo trots att hon i hemlighet älskar en okänd riddare. Elaisa och riddaren Viscardo anländer till staden. Elaisa är på jakt efter dottern till sin välgörare. Manfredos bittre sekreterare Brunoro upptäcker att Viscardo är den riddare som Bianca älskar. Han berättar för Elaisa för att göra henne svartsjuk men hon upptäcker att Bianca är den kvinnan som hon söker. Greve Manfredo misstänker att Bianca är otrogen och låser in henne i familjegraven för att förgifta henne. Men Elaisa, som är förälskad i greven, lyckas komma över en sömndryck som hon byter ut mot giftet. Viscardo tror att Elaisa är skyldig till Biancas död och sticker ned henne just då Bianca vaknar upp från sin djupa sömn.